# (7928) Bijaoui
(7928) Bijaoui es un asteroide que forma parte del cinturón de asteroides y fue descubierto por el equipo del Centro de Investigaciones en Geodinámica y Astrometría desde el Sitio de observación de Calern, en Caussols, Francia, el 27 de noviembre de 1986.

## Designación y nombre
Designado inicialmente como 1986 WM5. Lleva el nombre de Albert Bijaoui, astrónomo del Observatorio de la Costa Azul y partidario desde hace mucho tiempo del telescopio Schmidt con el que se descubrió este objeto. El trabajo de Bijaoui ha sido fundamental en la introducción de técnicas modernas de procesamiento de imágenes en la astronomía francesa. Su último trabajo versó sobre el análisis multiresolución de datos astronómicos y diseñó las rutinas de procesamiento de imágenes involucradas en varios programas realizados en el telescopio Schmidt. Miembro correspondiente de la Academia de Ciencias de Francia, enseña en la universidad. También participa activamente en la popularización de la astronomía, a través de numerosas conferencias y su participación en asociaciones de astronomía locales como ASSEM, de la que fue presidente durante muchos años.

## Características orbitales
Bijaoui está situado a una distancia media de 3,094 ua del Sol, pudiendo acercarse hasta 2,549 ua y alejarse hasta 3,639 ua. Tiene una excentricidad de 0,176 y una inclinación orbital de 12,045 grados. Emplea en completar una órbita alrededor del Sol 1987,94 días.
Los próximos acercamientos a la órbita de Júpiter ocurrirán el 8 de julio de 2037, el 9 de noviembre de 2097 y el 10 de noviembre de 2107.

## Características físicas
La magnitud absoluta de Bijaoui es 12,89. Tiene 15,965 km de diámetro y su albedo se estima en 0,159.